# Straffområde i fotboll

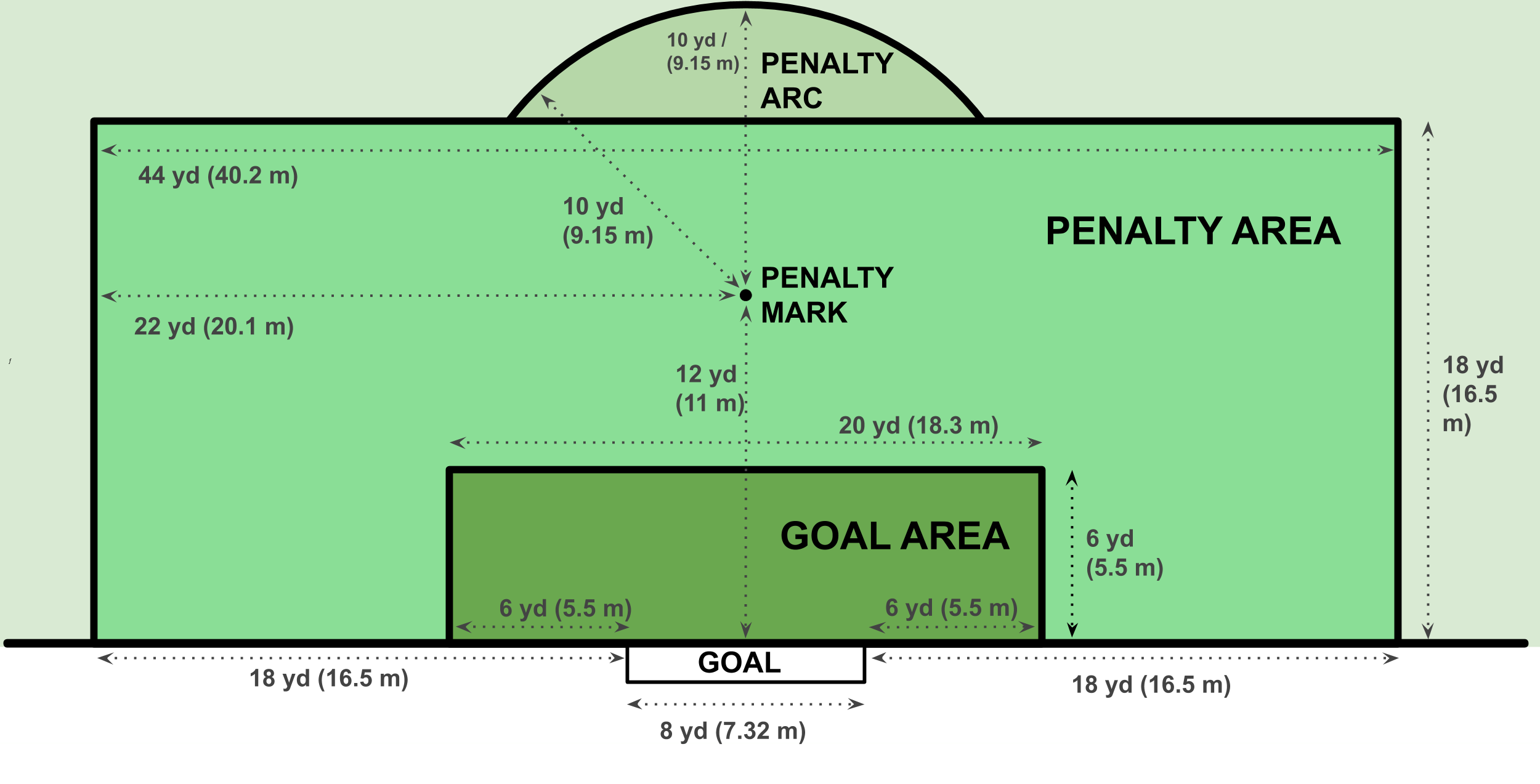
Ett straffområde. Den mörkgröna delen av straffområdet, närmast mål, kallas målområde.

Straffområdet är ett område på en fotbollsplan som finns framför de båda målen. Området har följande syften: 
- alla regelbrott, som utanför straffområdet[a] skulle resulterat i en direkt frispark, begångna i straffområdet[a], av spelare i det försvarande laget resulterar i en straffspark till den anfallande laget
- vid en straffspark får endast målvakten i det försvarande laget och straffsparksläggaren befinna sig i straffområdet[a] tills bollen är i spel[b]
- målvakten i det försvarande laget får beröra och kontrollera bollen med händerna om bollen befinner sig i straffområdet[c], dock max i en tid om sex sekunder
- vid en inspark ska alla spelare i det anfallande laget befinna sig utanför straffområdet tills bollen är i spel[b]
  - om spelare i det anfallande laget befinner sig i straffområdet när insparken slås eftersom de inte hunnit lämna det, ska spelet fortgå
  - om spelare i det anfallande laget befinner sig i straffområdet när insparken slås, oavsett anledning, och vidrör eller försöker erövra bollen, ska insparken tas om
- om nedsläpp utdöms när bollen befinner sig i straffområdet[c] eller sist vidrördes i straffområdet ska bollen släppas ned till målvakten i sitt straffområde som då får ta upp den med händerna

Straffområdet markeras av två 16,5 meter (18 yards) långa parallella linjer som utgår 16,5 meter från vardera målstolpen och vinkelrätt ut från mållinjen - "kortlinjen". Dessas ändar förbinds med en linje parallell med mållinjen. I straffområdet, vinkelrätt ut från mållinjens mittpunkt och 11 meter (12 yards) ut från densamma markeras en straffpunkt. Från denna punkt slås straffsparken. Linjerna som avgränsar straffområdet anses tillhöra straffområdet. En cirkelbåge med radien 9,15 meter från straffpunkten ritas ut utanför straffområdet, detta för att säkerställa att samtliga spelare utom den person som skall slå straffsparken håller sig på rätt avstånd från bollen då en straffspark slås.

## Anteckningar
1. 1 2 3  Linjen som avgränsar straffområdet tillhör straffområdet.
2. 1 2  Bollen bedöms vara i spel när den sparkats av en spelare i icke-felande lag och tydligt rör sig
3. 1 2  Hela bollen bedöms befinna sig i straffområdet även om endast en liten del faktiskt gör det